# Magnus (historietista)
Roberto Raviola (Bolonia, Italia, 31 de mayo de 1932 - Imola, Italia, 5 de febrero de 1996), más conocido como Magnus, fue un historietista italiano que incursionó en diversos géneros y estilos a lo largo de su larga carrera.

## Carrera
Nacido en Bolonia en 1932, Roberto Raviola egresó de la Accademia de Belle Arti en 1961. Durante los años de educación superior, además de realizar una intensa actividad como viñetista goliardico, le apasionan las historietas y comienza a dibujar algunas breves historias. Antes de incursionar seriamente en el mundo del cómic trabaja como profesor de diseño gráfico publicitario.

### Delfumetto neroa Alan Ford
En 1964 es abordado por Luciano Secchi, alias Max Bunker, un incipiente guionista que había decidido seguir el filón del fumetto nero abierto en 1962 por Diabolik. A través de la milanesa Editoriale Corno el dúo Magnus & Bunker crea Kriminal y Satanik, las que serán seguidas por Gesebel, Dennis Cobb - Agente SS018 y Maxmagnus.
En 1967, Magnus y Bunker crean un nuevo personaje: Alan Ford, que verá la imprenta en mayo de 1969. Las técnicas de dibujo y el uso del blanco y negro para recrear algunas atmósferas ponen las bases para un nuevo estilo de cómics que mezcla el noir con el grotesco. Magnus dibujará ininterrumpidamente la saga de Alan Ford hasta el número 75 (septiembre de 1975), momento que marca su alejamiento de la Editoriale Corno y la ruptura de la asociación con Max Bunker.

### Aventura y erotismo
Raviola empieza a trabajar para la Edifumetto di Renzo Barbieri. Dedica estos años a la búsqueda de un nuevo estilo que resultará en una revolución de los cómics de género erótico. En los años 70 publica Mezzanotte di morte, Dieci cavalieri e un mago, Quella sera al collegio femminile y Il teschio vivente. En 1975 comienza a trabajar en la serie de aventuras Lo sconosciuto que hasta hoy es considerada una de sus mejores obras. En 1977 es publicada La compagnia della forca, una saga de fantasía medieval, dibujada junto a Giovanni Romanini. 
Durante los años 80 Magnus retoma la veta erótica con Necron, una de sus creaciones más famosas. A partir de los textos de Ilaria Volpe , Magnus dibuja personajes grotescos y paradojales valiéndose de un estilo que recuerda a la ligne clare francesa (trazos limpios y definidos, que abandonan los claroscuros del pasado). El resultado es una historieta de violencia gráfica y elementos cómicos, diametralmente distinta al género erótico que acaparaba los quioscos en esa época.

### El Oriente y la ciencia ficción
Los años ochenta marcan también el giro filo-oriental de Magnus. Comenzando con Milady, una serie de ciencia ficción que se desarrolla alrededor del protagonista homónimo y que mezcla la cultura china con una ambientación inspirada en Flash Gordon, erotismo y tecnología. Algunos temas similares habían aparecido a mitad de la década del setenta con I Briganti, una saga de aventuras ambientada en un Medioevo de ciencia ficción e inspirada en una novela del siglo XIV.
Es en cambio otra novela china, Chin P'ing Mei (Flores de Ciruelo y un Vaso de Oro), la que guiará a Magnus en la realización de Le 110 pillole, salido en 1985. Se trata de una obra fuertemente erótica que cuenta la espiral de sexo y luego de muerte de rico farmacéutico Hsi-Men Ching. El estilo de Magnus se muestra cada vez más refinado y frenético.
Entre 1987 y 1991 Magnus publica Le Femmine Incantate, siete relatos breves sobre la femineidad, inspirados también en un volumen de cuentos cortos chinos. El trabajo gráfico es muy elaborado y requiere un largo tiempo de elaboración.

### ElTexone
En 1989, Roberto Raviola inicia el que será considerato su testamento artístico y su trabajo más exigente en el mundo de las historietas: la realización de un álbum especial de Tex (uno de los llamados Texoni, debido al gran tamaño) para la Editorial Bonelli, con guion de Claudio Nizzi. Se retirará en Castel del Rio, cerca de Imola, y trabajará en ellos por siete años. El resultado son 224 recuadros al límite de la perfección, desde los detalles reconstruidos basándose en catálogos de la época al estilo gráfico deliberadamente adaptado a las necesidades de la ambientación del western.

## Éxitos y críticas
Magnus es uno de los autores más desvergonzados dentro del panorama italiano y europeo. Sus obras han tocado los géneros más dispares, de la fantasía al erótico, y su estilo ha evolucionado lentamente desde una producción serial necesariamente simplificada y esencial (Kriminal, Satanik) al cómic de autor en el cual cada mínimo detalle ha sido pensado (Le Femmine Incantate, Tex). 
Los primeros éxitos llegaron con los fumetti neri firmados por Magnus & Bunker, que se inspiraban en parte en el estilo de Diabolik pero que lo enriquecían de elementos nuevos: una mayor crudeza y realismo junto a los primeros indicios de liberación sexual. 
Aún más explosivo fue el éxito de Alan Ford, debido a la novedad de la obra y su fuerte carga humorística. Después de alguno años sin novedades, las ventas de la serien calan y se vuelve lo que hoy se llamaría una serie de culto. 
Con el deseo de liberarse de la producciones en serie, Magnus prueba suerte como autor y obtiene buenos resultados con obras como Lo sconosciuto. Las áreas más conservadoras de la crítica tienen dificultades para aceptar la calidad de Necron o Le 110 Pillole, considerándolas pornográficas. Solamente cuando el cómic erótico, gracias a personalidades del nivel de Milo Manara e Franco Saudelli, será definitivamente discutido como forma de arte, también Raviola será acogido como "hijo pródigo" por los críticos italianos. Mientras tanto, la obra Le 110 Pillole obtiene un gran éxito en Francia y se publica en diversos países (Alemania, Holanda EE. UU., España, entre otros) así como también Necron.
Con Le 110 Pillole, Magnus empieza a perseguir una perfección estilística que se hará cada vez más extrema y lo llevará a prolongar exageradamente el tiempo de elaboración de cada obra sucesiva. Prueba de esto son los siete años requeridos para terminar el celebrado Texone de 1996.

## Obras
- Il vendicatore (inédito) - 1958
- Il dottor Kastner (inédito)- 1961
- Kriminal - 1964
- Satanik - 1964
- Dennis Cobb - Agente SS018 - 1965 (primeros 13 números; nr. 23; nr. 25)
- Gesebel - 1966 (primeros 6 números)
- Maxmagnus - 1968
- Alan Ford - 1969 (primeros 75 números + n 200)
- Ego - 1971
- I Briganti - cuatro actos (1973-1989)
- Mezzanotte di morte - 1974
- Dieci cavalieri e un mago - 1974
- Lo sconosciuto - (seis números- 1975)
- Quella sera al collegio femminile - 1975
- La compagnia della forca - 1977
- Vendetta Macumba - 1979
- Il teschio vivente - 1980
- Milady nel 3000 - 1980
- Necron - (1981-1985)
- Il sogno dello scroscio di pioggia - 1984
- Le 110 pillole - 1985
- Le femmine incantate - 1987
- Sarti Antonio e il malato immaginario - 1988
- Il principe nel suo giardino - 1994
- Lunario 1995 - 1995
- Storie strane - La signora Ning - 1995
- Tex, álbum especial n. 9 - 1996
- Il Conte Notte (inédito) - 1996